# الوسيلة هي الرسالة

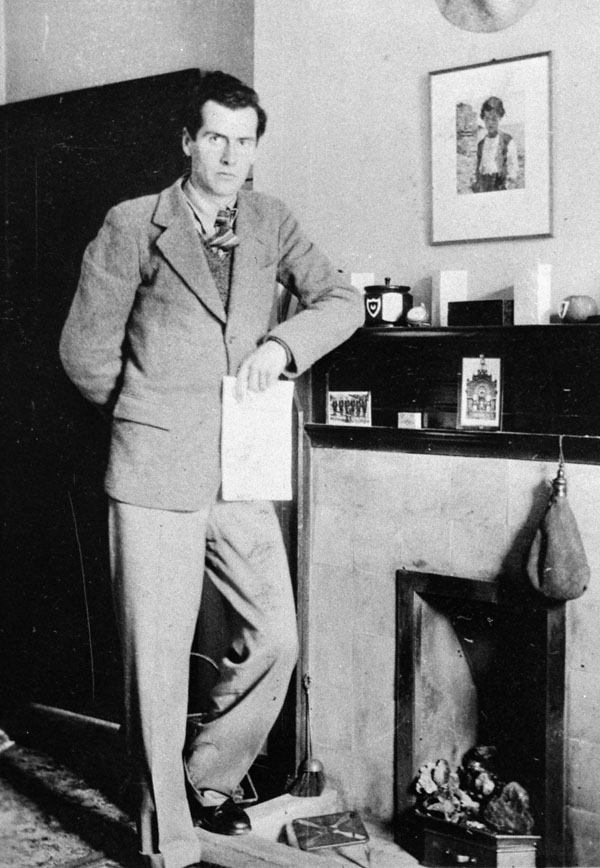
مارشال ماكلوهان في جامعة كامبريدج

«الوسيلة هي الرسالة» هي عبارة صاغها مارشال ماكلوهان وهي تعني أن شكل الوسيلة يضمن نفسه في الرسالة، ويخلق علاقة تكافلية والتي عن طريقها تؤثر الوسيلة في الطريقة التي ينظر بها إلى الرسالة.

## المنشورات
تم تقديم هذه العبارة في كتاب مارشال ماكلوهان الأكثر شهرة، ونشر في كتاب «فهم وسائل الاعلام»: ملحقات الإنسان في عام 1964م، أن ماكلوهان يعتقد أن الوسيلة نفسها -وليس المحتوى الذي تقدمه - يجب أن تكون محور الدراسة. وقال أيضا أن الوسيلة تؤثر في المجتمع الذي تلعب فيه دورًا ليس فقط بواسطة المحتوى الذي تقدمه، ولكن أيضًا بخصائص الوسيلة نفسها.
أورى ماكلوهان كلمة الرسالة (message) عدة مرات حيث أطلق عليها (mass age) والتي تعنى العصر الشامل أو (mess age) والتي تعنى عصر الفوضى، وقد أصدر ماكلوهان كتابه «الوسيلة هي الرسالة» مغيرًا من هجاء كلمة الرسالة حتى ظن الجميع أنه خطأ مطبعى.

## المفاهيم الرئيسية
بالنسبة إلى ماكلوهان الوسيلة نفسها هي التي شكلت وسيطرت على «نطاق وشكل روابط الأنسان وأفعاله»، ومع أخذ الفيلم كمثال على ذلك ناقش ماكلوهان أن الطريق الذي سلكته الوسيلة مع مفاهيم السرعة والوقت حولت «عالم التسلسل والتتابع والاتصالات إلى عالم الابداع التصويرى والهيكلى»، ولذلك فإن الرسالة من وسيلة الفيلم هو التحول من «الاتصالات المباشرة» إلى «الصور».
وتمديدًا للنقاش من أجل فهم أن الوسيلة هي الرسالة نفسها، اقترح أن «مضمون أي وسيلة هو أيضًا وسيلة أخرى»، وهكذا فإن الكلام هو مضمون الكتابة، والكتابة هي مضمون الطباعة، والطباعة هي مضمون البرقية.
فهم ماكلوهان «الوسيلة» على نطاق واسع، وحدد المصباح الكهربائي كدليل واضح على مفهوم «الوسيلة هي الرسالة»، فالمصباح الكهربائى ليس له محتوى مثل التلفاز الذي يحتوى على برامج أو الصحيفة التي تحتوى على مقالات، وعلى الرغم من ذلك فهو وسيلة ذات تأثير اجتماعى. وهذا هو، المصباح الضوئي يمكّن الناس من خلق مساحات أثناء وقت الليل ولولاه لكان الظلام يلفهم جميعا. ويصف أيضًا المصباح الكهربائى بأنه وسيلة بدون محتوى، وقال ماكلوهان «ان المصباح الكهربائي يخلق بيئة بمجرد وجوده».
وبالمثل فإن رسالة من نشرة الأخبار حول جريمة بشعة قد تكون بسيطة بالنسبة للجريمة الفردية نفسها - المحتوى - ولكنها كثيرة بالنسبة لتغيير الرأي العام تجاه الجريمة التي ولدتها نشرة الأخبار.
ومن هنا في «فهم وسائل الاعلام»، وصف ماكلوهان «محتوى» الوسيلة بأنه قطعة لحم يحملها لص لتشتيت إنتباه كلب الحراسة الخاص بالعقل، وهذا يعني أن الناس الذين يركزون على ما هو واضح وهو المحتوى يقدمون لنا معلومات قيمة، ولكن في هذه العملية نفتقد إلى حد كبير التغييرات الهيكلية في شؤوننا والتي يتم تقديمها بمهارة أو على فترات زمنية طويلة. وكما أن قيم المجتمع وقواعده وطرق القيام بالأمور اختلفت بسبب التكنولوجيا، فمن ثم نحن ندرك الآثار الاجتماعية للوسيلة. وهذه المجموعة من القضايا الثقافية والدينية والسوابق التاريخية، ومن خلال التفاعل مع الأوضاع القائمة إلى الآثار الثانوية أو ما فوق الثانوية في سلسلة من التفاعلات والتي لسنا على علم بها.

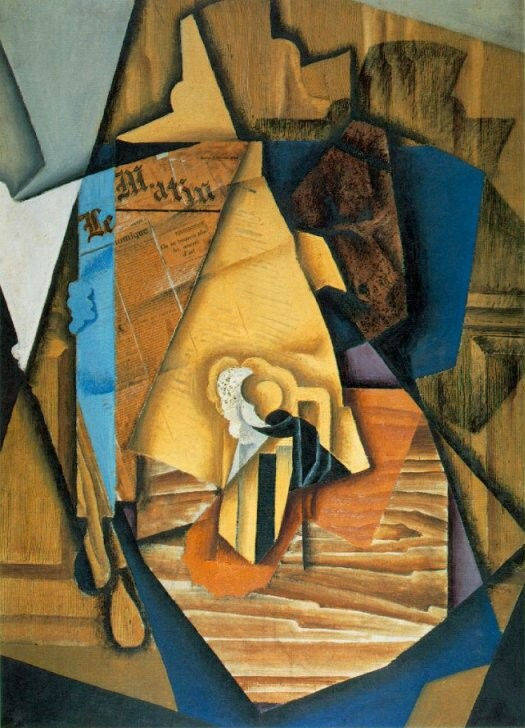
صورة للفن التكعيبي توضح رجلا يجلس في مقهى

حول هذا الموضوع من تاريخ الفن. فقد فسر ماكلوهان التكعيبية كما أعلن بوضوح أن الوسيلة هي الرسالة، بالنسبة له فإن الفن التكعيبي يتطلب «الوعي الحسي اللحظي بكامل هيئته» وليس منظور واحد. وبعبارة أخرى، مع التكعيبية فإن المرء لا يمكنه أن يسأل عن محتوى العمل الفني ولكنه ينظر إليه إجمالا.